# Amit Shah
Amit Kaushik Shah (ur. 26 kwietnia 1981 w Londynie) – brytyjski aktor.

## Kariera
Urodził się w Londynie 26 kwietnia 1981 roku. W 1996 roku zagrał w brytyjskim serialu Milczący świadek, w roku 1997 w serialu Morderstwa w Midsomer. W 2014 wystąpił w powstałym w koprodukcji komediodramacie Podróż na sto stóp w reżyserii Lasse Hallström. W 2017 reżyser Andy Serkis powierzył mu rolę dra James Khan w brytyjskim filmie biograficznym Pełnia życia. W 2018 wcielił się w rolę Faisala w brytyjskim filmie akcji Ostateczna rozgrywka w reżyserii Scotta Manna. W 2019 wystąpił gościnnie w serialu Netflixa Wiedźmin na podstawie prozy Andrzeja Sapkowskiego. Zagrał rolę Torque'a.